# Абашин, Дмитрий Дмитриевич
Дмитрий Дмитриевич Абашин (1916—1975) — генерал-лейтенант Советской Армии, участник Великой Отечественной войны.

## Биография
Родился 20 октября 1916 года в городе Туле (по другим данным, в селе Лапотково Крапивенского уезда, сейчас Щёкинского района Тульской области). В ноябре 1934 года был призван на службу в Рабоче-Крестьянскую Красную Армию. В 1937 году окончил Ленинградское высшее инженерное командное училище. Участвовал в боях на реке Халхин-Гол в 1939 году, будучи командиром сапёрной роты.
В годы Великой Отечественной войны командовал 183-м отдельным сапёрным батальоном 1-го танкового корпуса, а к концу боевых действий дослужился до должности корпусного инженера. Неоднократно отличался в боях, обеспечивая строительство переправ и мостов, инженерное сопровождение наступающих частей корпуса, инженерную разведку. Участвовал в битве за Москву, освобождении Белорусской ССР, Польши, боях в Восточной Пруссии. Во время штурма Кёнигсберга обеспечивал строительство мостов через противотанковые рвы, содействовав успеху действий танковых и тяжёлых самоходных частей.
После окончания войны продолжал службу в Советской Армии. Занимал высокие должности в системе инженерных войск Вооружённых Сил СССР. Был заместителем начальника инженерных войск Группы советских войск в Германии, начальником инженерных войск Забайкальского и Белорусского военных округов. В 1965 году окончил Военную академию имени М. В. Фрунзе. С июля 1974 года являлся председателем государственной экзаменационной комиссии в Калининградском высшем военно-инженерном командном училище имени А. А. Жданова.
Трагически погиб в авиационной катастрофе 10 января 1975 года. В тот день он сопровождал на вертолёте Ми-8 начальника инженерных войск Министерства обороны СССР маршала инженерных войск В. К. Харченко из Витебска в Минск. Вертолёт попал в сложные метеорологические условия и рухнул на землю. Все находившиеся на борту погибли. Похоронен на Восточном кладбище Минска.

## Награды
- 3 ордена Красного Знамени (2 января 1944 года, 2 июня 1945 года, 5 ноября 1954 года);
- Орден Кутузова 3-й степени (6 августа 1944 года);
- Орден Отечественной войны 1-й степени (2 марта 1945 года);
- Орден Отечественной войны 2-й степени (9 октября 1943 года);
- 2 ордена Красной Звезды (1 сентября 1943 года, 15 ноября 1950 года);
- Медали «За отвагу» (17 ноября 1939 года), «За боевые заслуги» (3 ноября 1944 года), «За оборону Москвы» и другие;
- Орден «За боевые заслуги» (Монголия).

## Ссылка
- Абашин Д. Д. на портале «Alma Mater инженерных войск».
- Могила генерал-лейтенанта Д. Д. Абашина на Восточном кладбище Минска